# Julia Kolberger
Julia Kolberger (ur. 23 lipca 1978 w Warszawie) – polska reżyserka i aktorka filmowa.

## Życiorys
W 2009 roku ukończyła studia na Wydziale Reżyserii w PWSFTviT w Łodzi.
Córka pary aktorskiej: Anny Romantowskiej i Krzysztofa Kolbergera.

## Filmografia

### Etiudy PWSFTviT
- 2010: Jutro mnie tu nie będzie – film dyplomowy, reżyseria, scenariusz
- 2008: Trening – reżyseria, scenariusz
- 2007: Przez dotyk – reżyseria, scenariusz
- 2006: Powiedz mi coś jeszcze – reżyseria, scenariusz
- 2005: Mi mama nie przeszkadza – reżyseria, scenariusz

### Filmy
- 2006: Kilka fotografii – współpraca reżyserska.
- 2000: To ja, złodziej – obsada aktorska.
- 1996: Dzieci i ryby – jako Marysia.
- 1992: Kuchnia polska – jako Agnieszka, córka Bergmana
- 1984: Ceremonia pogrzebowa – jako Joasia, córka Teresy i Jana

## Nagrody filmowe
- 2011: „Srebrne Jajo”, II miejsce na festiwalu Emira Kusturicy – Küstendorf 2011 za film Jutro mnie tu nie będzie.
- 2010: „Złota Kijanka” za najlepsze zdjęcia (autorstwa Jakuba Gizy) na festiwalu Plus Camerimage w Bydgoszczy dla filmu Jutro mnie tu nie będzie.
- 2010: Kazimierz Dolny – Janowiec (Festiwal Filmu i Sztuki „Dwa Brzegi”) – Wyróżnienie w Niezależnym Konkursie Szkolnych i Amatorskich Etiud Krótkometrażowych za fenomenalny popis aktorski i za zdjęcia w filmie Jutro mnie tu nie będzie.
- 2010: Nagroda specjalna w konkursie młodego kina na 35 FPFF w Gdyni za film Jutro mnie tu nie będzie.
- 2010: III Nagroda za film Jutro mnie tu nie będzie Festiwal „Łodzią po Wiśle”[1].
- 2008: I Nagroda za film Trening Festiwal „Łodzią po Wiśle”.
- 2008: Nagroda pozaregulaminowa Jury za film Trening na Międzynarodowym Festiwalu Szkół Filmowych i Telewizyjnych „Mediaschool”.
- 2007: I Nagroda w konkursie etiud studenckich za film Przez dotyk na Festiwalu „3 Steps to Oscar”[2]